# Ledový sportovní komplex CSKA
Ledový sportovní komplex CSKA Vsevoloda Michajloviče Bobrova (rusky Ледовый спортивный комплекс ЦСКА имени Всеволода Михайловича Боброва, ЛСК ЦСКА) je sportovní komplex v Moskvě. Hlavní hokejový stadión komplexu je domácí arénou pro tým CSKA Moskva. Postaven byl roku 1991 s kapacitou 5600 sedadel. Roku 2006 byl komplex rozšířen o tréninkový stadión, zahrnuje též dva tréninkové sály.

## Údaje
- Název - Ledový sportovní komplex CSKA Vsevoloda Michajloviče Bobrova
- Umístění - Moskva
- Souřadnice -55°47′40,67″ s. š., 37°32′17,64″ v. d.
- Otevření - 1991
- Rozšíření - 2006
- Kapacita - 5600 sedadel